# Stenopogon englandi
Stenopogon englandi là một loài ruồi trong họ Asilidae. Stenopogon englandi được Wilcox miêu tả năm 1971. Loài này phân bố ở vùng Tân Bắc giới.